# Sportåret 1982

## Händelser

### Amerikansk fotboll
- San Francisco 49ers besegrar Cincinnati Bengals med 26 - 21 i Super Bowl XVI (Final för 1981).

#### NFL:s slutspel för 1982
På grund av en spelarstrejk genomfördes endast nio matcher i grundserierna. Därför spelades ett slutspel omfattande de 8 bästa lagen i vardera Conference, varvid ingen hänsyn togs till placeringen i de olika divisionerna. 

##### NFC (National Football Conference)
- - Lagen seedades enligt följande
- 1 Washington Redskins
- 2 Dallas Cowboys
- 3 Green Bay Packers
- 4 Minnesota Vikings
- 5 Atlanta Falcons
- 6 St. Louis Cardinals
- 7 Tampa Bay Buccaneers
- 8 Detroit Lions
  - Omgång I
- Washington Redskins besegrar Detroit Lions med 31 – 7
- Dallas Cowboys besegrar Tampa Bay Buccaneers med 30 - 17
- Green Bay Packers besegrar St. Louis Cardinals med 41 - 16
- Minnesota Vikings besegrar Atlanta Falcons med 30 - 24

- - Omgång II
- Washington Redskins besegrar Minnesota Vikings med 21 - 7
- Dallas Cowboys besegrar Green Bay Packers med 37 – 26

- -     - Washington Redskins besegrar Dallas Cowboys med 31 - 17 i NFC-finalen

##### AFC (American Football Conference)
- - Lagen seedades enligt följande
- 1 Los Angeles Raiders
- 2 Miami Dolphins
- 3 Cincinnati Bengals
- 4 Pittsburgh Steelers
- 5 San Diego Chargers
- 6 New York Jets
- 7 New England Patriots
- 8 Cleveland Browns
  - Omgång I
- Los Angeles Raiders besegrar Cleveland Browns med 27 – 10
- Miami Dolphins besegrar New England Patriots med 28 – 13
- New York Jets besegrar Cincinnati Bengals med 44 – 17
- San Diego Chargers besegrar Pittsburgh Steelers med 31 - 28
  - Omgång II
- New York Jets besegrar Los Angeles Raiders med 17 – 14
- Miami Dolphins besegrar San Diego Chargers med 34 - 13

- -     - Miami Dolphins besegrar New York Jets med 14 - 0 i AFC-finalen

### Bandy
- 20 mars - IF Boltic blir svenska dammästare genom att finalslå IK Göta med 7-3 på Söderstadion i Stockholm.[1]
- 21 mars - IF Boltic blir svenska herrmästare genom att finalslå Edsbyns IF med 3-2 på Söderstadion i Stockholm.[2][3]
- 24 mars - IF Boltic blir Europacupmästare genom att finalslå HK Jenisej Krasnojarsk med 2-0 i Moskva, sedan man vunnit första mötet med 8-3.[4]

### Baseboll
- 20 oktober - National League-mästarna St. Louis Cardinals vinner World Series med 4-3 i matcher över American League-mästarna Milwaukee Brewers.[5]

### Basket
- 17 mars - Alviks BK, Stockholm blir svenska mästare för herrar.[4]
- 8 juni - Los Angeles Lakers vinner NBA-finalserien mot Philadelphia 76ers.[6]
- 28 augusti - Sovjet blir herrvärldsmästare genom att finalslå USA med 95-94 i Colombia.[7]
- Södertälje BBK blir svenska mästare för damer.

### Bordtennis
- 7 februari - Mikael Appelgren, Sverige vinner herrklassen och Brettine Vriesekoop, Nederländerna vinner damklassen vid Europa Top 12 i Nantes.[4]
- 6-7 mars - Svenska mästerskapen avgörs i Katrineholm.[4]
- 25 april - Mikael Appelgren, Sverige blir europamästare i herrsingel genom att i finalen besegra 16-årige Jan-Ove Waldner, Sverige med 3-0 i set.[4]

### Boxning
- 9 maj - Ingemar Johansson, Sverige mottar i Göteborg, efter 30 år, sitt olympiska silver från 1952, då spelen gick i Helsingfors och hans fråntagna guld.[4]
- 15 maj - Amatörvärldsmästerskapen i München avslutas.[4]
- 11 juni - WBC-tungviktsvärldsmästaren Larry Holmes, USA besegrar utmanaren Gerry Cooney, USA inför 32 000 åskådare i Las Vegas.[4]
- 27 november - WBC-tungviktsvärldsmästaren Larry Holmes, USA besegrar utmanaren Randy Cobb, USA i Houston.[4]
- 10 december - 24-årige Michael Dokes, USA slår ut 30-årige Mie Weaver, USA efter 63 sekunder i Las Vegas, under kampen om WBA-tungviktsvärldsmästartiteln.[4]

### Brottning
- Frank Andersson vinner VM-guld i 90 kg-klassen.

### Bågskytte
- 12 september - Världsmästerskapen i Kingsclere avslutas.[4]

### Curling
- 4 mars - Kanada vinner världsmästerskapet för herrar i Garmisch-Partenkirchen före Schweiz och Västtyskland.[4]
- 26 mars - Danmark vinner världsmästerskapet för damer i Genève före Sverige med laget Elisabeth Högström, Katarina Hultling, Birgitta Sewik och Karin Sjögren och Skottland på tredje plats.
- 11 december - Sverige (lag Högström) vinner Europamästerskapet för damer i Kirkcaldy före Italien och Schweiz.[4]
- Skottland vinner Europamästerskapet för herrar före Västtyskland och Schweiz.

### Cykel
- 6 juni - Bernard Hinault, Frankrike vinner Giro d'Italia för andra gången före Tommy Prim, Sverige.[4]
- 25 juni - Tommy Prim, Sverige vinner Postgirot Open.[4]
- 18 juli - Svenska mästerskapen i Stockholm avslutas.[4]
- 25 juli - Bernard Hinault, Frankrike vinner Giro d'Italia för tredje gången.[4]

- Giuseppe Saronni, Italien vinner landsvägsloppet i VM.
- Marino Lejarreta, Spanien vinner Vuelta a España

### Fotboll
- 19 mars - Ghana vinner afrikanska mästerskapet i Libyen genom att besegra Libyen med 7–6 efter straffsparksläggning i finalen i Tripoli.[8]
- 12 maj - FC Barcelona vinner Europeiska cupvinnarcupen genom att besegra Standard Liège med 2–1 i finalen på Nou Camp i Barcelona.[9]
- 19 maj - IFK Göteborg vinner UEFA-cupen, genom att besegra Hamburger SV med 3-0 på Volksparkstadion i Hamburg i andra finalmatchen.[9]
- 23 maj – IFK Göteborg vinner Svenska cupen för herrar genom att finalslå Östers IF med 3-2 i Solna.[10]
- 26 maj - Aston Villa FC vinner Europacupen för mästarlag, genom att besegra FC Bayern München med 1–0 i finalen på Stadion Feijenoord.[9]
- 27 maj - Tottenham Hotspur FC vinner FA-cup-omspelsfinalen mot Queens Park Rangers FC med 1-0 på Wembley Stadium.[11]

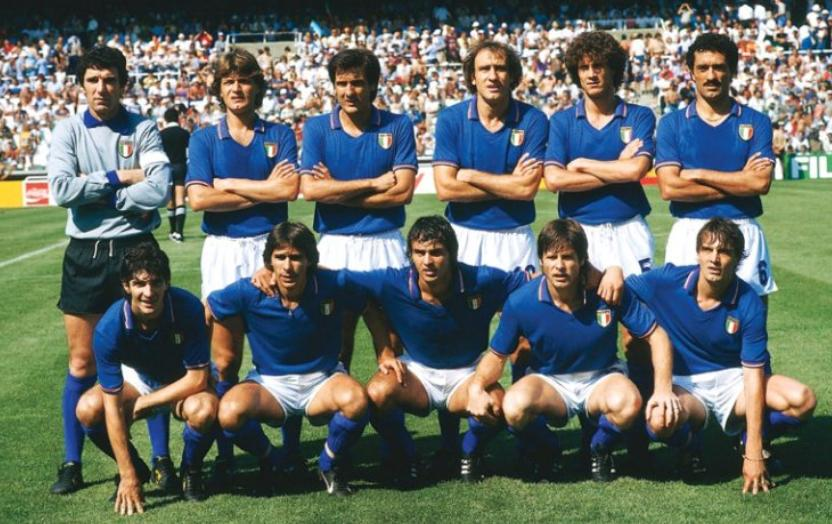
Italiens VM-lag 1982.

- 11 juli - Italien blir världsmästare efter finalseger mot Västtyskland med 3-1 i Madrid. Polen vinner brons.[12]
- 18 juli - Danmark blir nordiska dammästare i Danmark före Sverige och Norge.[13]
- 26 augusti - Jitex BK vinner Svenska cupen för damer genom att finalslå Hammarby IF med 4-1 på Råsunda fotbollsstadion i Solna.[14][15]
- Okänt datum – Paolo Rossi, Italien, utses till Årets spelare i Europa.
- Okänt datum – Zico, Brasilien, utses till Årets spelare i Sydamerika för tredje gången.
- Okänt datum – Thomas N'Kono, Kamerun, utses till Årets spelare i Afrika.

#### Ligasegrare / resp. lands mästare
- Belgien - Standard Liège
- England - Liverpool FC
- Frankrike - AS Monaco
- Italien - Juventus FC
- Nederländerna – AFC Ajax
- Skottland - Celtic FC
- Portugal – Sporting Lissabon
- Spanien - Real Sociedad
- Sverige - IFK Göteborg
- Västtyskland - Hamburger SV

### Friidrott
- 6-7 mars - Västtyskland blir bästa nation vid Europamästerskapen i Milano.[4]
- 22-23 maj - Daley Thompson, Storbritannien noterar vid tävlingar i Götzis nytt världsrekord i tiokamp för herrar, då han noteras för 8 707 poäng.[4]
- 25 maj - Martin Erixon, Sverige noterar vid tävlingar i Florens nytt svenskt rekord på 10 000 meter löpning för herrar med tiden 27.56.56 minuter.[4]
- 29 maj - 17-årige Patrik Sjöberg noterar svenskt rekord i höjdhopp för herrar genom att hoppa 2,24.[4]
- 5 juni - Kjell-Erik Ståhl, Sverige vinner herrklassen i Stockholm Marathon medan Ingrid Kristensen, Norge vinner damklassen och Åke Nordsten, Sverige vinner rullstolsklassen.[4]
- 12-13 juni - Svenska stafettmästerskapen avgörs i Göteborg.[4]
- 29 juli - Tina Lillak, Finland noterar vid världsspelen i Helsingfors nytt världsrekord i spjutkastning för damer, då hon får iväg spjutet 72.40 meter.[4]
- 13-15 augusti - Svenska mästerskapen avgörs i Piteå.[4]
- 14-15 augusti - 24-årige Jürgen Hingsen, Västtyskland noterar vid tävlingar i Ulm nytt världsrekord i tiokamp för herrar, då han noteras för 8 723 poäng.[4]
- 28-29 augusti - Finnkampen avgörs på Helsingfors Olympiastadion. Finland vinner herrkampen med 215-193, medan Sverige vinner damkampen med 79-78.[4]
- 24 oktober - Alberto Salazar, USA vinner herrklassen i New York City Marathon medan Grete Waitz, Norge vinner damklassen.[4]
- 13 december - Dave Gordon, USA vinner herrklassen i Honolulu Marathon före Duncan Donald, USA och Kjell-Erik Ståhl, Sverige.[4]
- 31 december - Carlos Lopes, Portugal vinner herrklassen och Rosa Mota, Portugal vinner damklassen vid Sylvesterloppet i São Paulo.[16]
- Alberto Salazar, USA vinner herrklassen vid Boston Marathon.[17] medan Charlotte Teske, Västtyskland vinner damklassen.[18]

### Golf

#### Herrar
- 1-4 juli - 28-årige Krister Kinell, Sverige vinner SEO.[4]
- The Masters vinns av Craig Stadler, USA
- US Open vinns av Tom Watson, USA
- British Open vinns av Tom Watson,  USA
- PGA Championship vinns av Ray Floyd, USA
- Mest vunna vinstpengar på PGA-touren: Craig Stadler, USA med $446 462
- Mest vunna vinstpengar på Champions Tour (Senior-touren): Miller Barber, USA med $106 890

#### Damer
- US Womens Open – Janet Anderson, USA
- LPGA Championship – Jan Stephenson, Australien
- Mest vunna vinstpengar på LPGA-touren: JoAnne Carner, USA med $310 399

### Handboll
- 7 mars - Sovjet blir herrvärldsmästare genom att finalbesegra Jugoslavien med 30-27 efter förlängning i Dortmund.[19]
- 6 april - IK Heim blir svenska herrmästare.[4]
- 12 december - Sovjet blir damvärldsmästare före Ungern och Jugoslavien i Budapest.[20]

### Hastighetsåkning på skridskor
- 31 januari - 22-årige Tomas Gustafsson, Sverige blir herr-Europamästare i Oslo före Rolf Falk-Larssen, Norge och Hilbert van der Duim, Nederländerna. 10 000-metersloppet vinner han på nya världsrekordtiden 14.23.59.[4]
- 13-14 februari - Karin Enke, Östtyskland blir damvärldsmästare i Inzell före Andrea Schöne-Mitscherlich, Östtyskland och Natalja Petrusjeva, Sovjet.[4]
- 20-21 februari - Hilbert van der Duim, Nederländerna blir herrvärldsmästare i Assen före Dimitrij Botjkarev, Sovjet och Rolf Falk-Larsen, Norge.[4]

### Hästsport
- 18 april - Melaine Smith, USA på 9-åriga hästen Calypso vinner världscupen i inomhushoppning vid tävlingar i Scandinavium i Göteborg.[4]

#### Galopp
- 26 september - Stockholm Cup  avgörs.[4]
- 6 november - Washington, DC International avgörs.[4]

#### Travsport
- 31 maj - Elitloppet avgörs på Solvalla, och vinns av franske 8-årige hästen Ideal du Gazeau, med Eugène Lefvre i sulkyn.[4]
- 19 september - Åbys stora pris avgörs på Åbybanan.[4]
- 3 oktober - Svenskt travkriterium avgörs på Solvalla.[4]

### Innebandy
- 20 mars - Svenska Innebandyförbundet håller sitt första ordinarie årsmöte.[21]
- 3 oktober - Västanfors IF blir i Fagersta svenska dammästare.[21]

### Ishockey
- 2 januari - Kanada vinner juniorvärldsmästerskapet i Minneapolis före Tjeckoslovakien och Finland.[22]
- 25 mars - AIK blir svenska mästare efter slutspelsvinst över IF Björklöven med 3 matcher mot 2.[23]
- 29 april - Sovjet blir i Finland världsmästare för fjärde gången i rad. Tjeckoslovakien tar silver och Kanada brons.[24]
- 16 maj - Stanley Cup vinns av New York Islanders som besegrar Vancouver Canucks med 4 matcher mot 0 i slutspelet.[25]
- 29 augusti - CSKA Moskva, Sovjet vinner Europacupen i Düsseldorf före TJ Vitkovice, Tjeckoslovakien och SC Riessersee, Östtyskland.[26]
- 22 december - Sovjet vinner Izvestijaturneringen i Moskva före Finland och Tjeckoslovakien.[27]

### Konståkning
- 1-6 februari - Östtyskland blir bästa nation vid Europamästerskapen avgörs i Lyon.[4]

#### VM
- Herrar – Scott Hamilton, USA
- Damer – Elaine Zayak, USA
- Paråkning – Sabine Baess & Tassilo Thierbach, DDR
- Isdans – Jayne Torvill & Christopher Dean, Storbritannien

#### EM
- Herrar – Norbert Schramm, Västtyskland
- Damer – Claudia Kristofics-Binder, Österrike
- Paråkning – Sabine Baess & Tassilo Thierbach, DDR
- Isdans – Jayne Torvill & Christopher Dean, Storbritannien

### Modern femkamp
- 12 augusti - Världsmästerskapen för damer i Compiegne avslutas.[4]
- 9 oktober - Världsmästerskapen för herrar i Rom avslutas.[4]

### Motorsport

#### Formel 1
- 25 september - Världsmästare blir Keke Rosberg, Finland.

#### Rally
- 25 november - Walter Röhrl, Västtyskland vinner rally-VM.

#### Speedway
- 29 augusti - Bruce Penhall, USA blir världsmästare i Los Angeles.[4]

#### Sportvagnsracing
- Den tyska biltillverkaren Porsche vinner sportvagns-VM.
- Jacky Ickx och Derek Bell vinner Le Mans 24-timmars med en Porsche 956.

### Orientering
- 8-9 maj - 10-mila avgörs i Vilsta friluftsområde vid Eskilstuna.[4]
- 21 juli - Jörgen Mårtensson, Sverige vinner herrklassen medan Annichen Kringstad, Norge vinner damklassen vid O-ringen.[4]

### Schack
- 16 november - Schackolympiaden i Luzern avslutas.[4]

### Simning
- 30 juli-1 augusti - Världsmästerskapen avgörs i Guayaquil.[4]

### Skidor, alpint

#### Herrar
- 12 december - Peter Müller, Schweiz vinner i Val d’Isère det första super G-loppet i världscupen.[4]

##### VM
- - Slalom
- 1 Ingemar Stenmark, Sverige
- 2 Bojan Križaj, Jugoslavien
- 3 Bengt Fjällberg, Sverige
  - Storslalom
- 1 Steve Mahre, USA
- 2 Ingemar Stenmark, Sverige
- 3 Boris Strel, Jugoslavien
  - Störtlopp
- 1 Harti Weirather, Österrike
- 2 Conradin Cathomen, Schweiz
- 3 Erwin Resch, Österrike
  - Kombination
- 1 Michel Vion, Frankrike
- 2 Peter Lüscher, Schweiz
- 3 Anton Steiner, Österrike

##### Världscupen
- Totalsegrare: Phil Mahre, USA
- Slalom: Phil Mahre, USA
- Storslalom: Phil Mahre, USA
- Störtlopp: Steve Podborski, Kanada & Peter Müller, Schweiz

##### SM
- Slalom vinns av Bengt Fjällberg,  Tärna IK Fjällvinden. Lagtävlingen vinns av Tärna IK Fjällvinden.
- Storslalom vinns av Stig Strand, Groko Alpina SK, Luleå. Lagtävlingen vinns av Östersund-Frösö SLK.
- Störtlopp vinns av Helmut Grassl, Sunne AK. Lagtävlingen vinns av Åre SLK.

#### Damer

##### VM
- - Slalom
- 1 Erika Hess, Schweiz
- 2 Christin Cooper, USA
- 3 Daniella Zini, Italien
  - Storslalom
- 1 Erika Hess, Schweiz
- 2 Christin Cooper, USA
- 3 Ursula Konzett, Liechtenstein
  - Störtlopp
- 1 Gerry Sorensen, Kanada
- 2 Cindy Nelson, USA
- 3 Laurie Graham, Kanada
  - Kombination
- 1 Erika Hess, Schweiz
- 2 Perrine Pelen, Frankrike
- 3 Christin Cooper, USA

##### Världscupen
- Totalsegrare: Erika Hess, Schweiz
- Slalom: Erika Hess, Schweiz
- Storslalom: Irene Epple, Västtyskland
- Störtlopp: Marie-Cécile Gros-Gaudenier, Frankrike

##### SM
- Slalom vinns av Monika Äijä, Gällivare SK. Lagtävlingen vinns av Gällivare SK.
- Storslalom vinns av Ann Melander, Täby SLK. Lagtävlingen vinns av Gällivare SK.
- Störtlopp vinns av Christina Grassl, Sunne AK.

### Skidor, nordiska grenar
- 4 februari - Svenska mästerskapen i längdskidåkning i Skövde avslutas.[4]
- 19-28 februari - Norge dominerar världsmästerskapen i Oslo.[4]
- 7 mars - Lars Frykberg, IFK Mora vinner Vasaloppet.[28] i en tävling där Jean-Paul Pierrat, Frankrike är snabbast över mållinjen men diskvalificeras för att ha bytt skidor, och tvåan i stället tilldöms segern.[29]
- 14 mars - Lars Frykberg, Sverige vinner Engadinloppet.[4]
- 13-15 mars - Svenska skidspelen avgörs i Falun.[4]
- 27 mars - Bill Koch, USA säkrar slutsegern i herrvärldscupen före Thomas Wassberg, Sverige och Harri Kirvesniemi, Finland vid tävlingar i Castlerotte.[4]

#### Herrar

##### VM
- - 15 km
- 1 Oddvar Brå, Norge
- 2 Aleksandr Savjalov, Sovjetunionen
- 3 Harri Kirvesniemi, Finland
  - 30 km
- 1 Thomas Eriksson, Sverige
- 2 Lars-Erik Eriksen, Norge
- 3 Bill Koch, USA
  - 50 km
- 1 Thomas Wassberg, Sverige
- 2 Jurij Burlakov, Sovjetunionen
- 3 Lars-Erik Eriksen, Norge
  - Stafett 4 x 10 km
- 1 Norge
- 1 Sovjetunionen
- 3 Finland
- 3 DDR

##### Världscupen
- 1 Bill Koch, USA
- 2 Thomas Wassberg, Sverige
- 3 Harri Kirvesniemi, Finland

##### SM
- 15 km vinns av Thomas Wassberg, Åsarna IK. Lagtävlingen vinns av Åsarna IK.
- 30 km vinns av Benny Kohlberg, Arvika IS. Lagtävlingen vinns av Åsarna IK.
- 50 km vinns av Thomas Eriksson, Domnarvets GIF. Lagtävlingen vinns av Åsarna IK.
- Stafett 3 x 10 km vinns av Åsarna IK med laget  Jan Ottosson,  Thomas Wassberg och Hans Persson .

#### Damer

##### VM
- - 5 km
- 1 Berit Aunli, Norge
- 2 Hilkka Riihivuori, Finland
- 3 Britt Pettersen, Norge
  - 10 km
- 1 Berit Aunli, Norge
- 2 Hilkka Riihivuori, Finland
- 3 Kveta Jeriová, Tjeckoslovakien
  - 30 km
- 1 Raisa Smetanina,
- 2 Berit Aunli, Norge
- 3 Hilkka Riihivuori, Finland
  - Stafett 4 x 5 km
- 1 Norge
- 2 Sovjetunionen
- 3 DDR

##### Världscupen
- 1 Berit Aunli, Norge
- 2 Brit Pettersen, Norge
- 3 Kvĕtoslava Jeriová, Tjeckoslovakien

##### SM
- 5 km vinns av Lena Carlzon-Lundbäck, Malmbergets AIF. Lagtävlingen vinns av IFK Mora.
- 10 km vinns av Marie Johansson, Ludvika FFI. Lagtävlingen vinns av IFK Mora.
- 20 km vinns av Lena Carlzon-Lundbäck, Malmbergets AIF. Lagtävlingen vinns av IFK Mora.
- Stafett 3 x 5 km vinns av IFK Mora med laget  Ann-Cathrin Karlsson, Åsa Mattsson och Karin Lamberg .

### Skidorientering
- 8-12 februari - Världsmästerskapen avgörs i Aigen im Ennstal och Ennstal.[30]

### Skidskytte

#### Herrar

##### VM
- Sprint 10 km
  - 1 Eirik Kvalfoss, Norge
  - 2 Frank Ullrich, DDR
  - 3 Vladimir Alikin, Sovjetunionen
- Distans 20 km
  - 1 Frank Ullrich, DDR
  - 2 Eirik Kvalfoss, Norge
  - 3 Terje Krogstad, Norge
- Stafett 4 x 7,5 km
  - 1 DDR – Frank Ullrich, Mathias Jung, Mathias Jacob & Bernd Helmich
  - 2 Norge – Eirik Kvalfoss, Kjell Søbak, Odd Lirhus & Rolf Storsveen
  - 3 Sovjetunionen – Vladimir Alikin, Anatolij Aljabjev, Vladimir Barnasjov & Viktor Semjonov

##### Världscupen
- 1 Frank Ullrich, DDR
- 2 Matthias Jacob, DDR
- 3 Kjell Søbak, Norge

### Skytte
- Ragnar Skanåker vinner guld i  fripistol vid VM.

### Tennis
- 17 januari - Ivan Lendl, Tjeckoslovakien vinner GP Masters-finalen i New York mot Vitas Gerulaitis, USA med 3-0 i set.[4]
- 22 januari - John McEnroe, USA utses av ILTF till på herrsidan, medan Chris Evert-Lloyd, USA utses på damsidan.[4]
- 7 februari - Västtyskland vinner Kings Cup i Dortmund genom att finalbesegra Tjeckoslovakien med 2-1.[4]

#### Herrar
- 8 november - Henri Leconte, Frankrike vinner Stockholm Open genom att finalslå Mats Wilander, Sverige med 2-0 i set.[4]
- 23 november - Mats Wilander tilldelas Svenska Dagbladets guldmedalj.[4]
- Tennisens Grand Slam:
  - 6 juni - 17-årige Mats Wilander, Sverige vinner Franska öppna genom att finalslå Ivan Lendl, Tjeckoslovakien med 3-2 i set.[4]
  - 4 juli - Jimmy Connors, USA vinner Wimbledonmästerskapen genom att finalslå John McEnroe, USA med 3-2 i set.[4]
  - 12 september - Jimmy Connors, USA vinner US Open genom att finalslå Ivan Lendl, Tjeckoslovakien med 3-0 i set i Flushing Meadows.[4]
  - Australiska öppna - Johan Kriek, Sydafrika
- 28 november - Davis Cup: USA finalbesegrar Frankrike med 4-1 i Grenoble.[31]

#### Damer
- Tennisens Grand Slam:
  - Franska öppna - Martina Navratilova, USA
  - Wimbledon - Martina Navratilova, USA
  - US Open - Chris Evert-Lloyd, USA
  - Australiska öppna - Chris Evert-Lloyd, USA
- 25 juli - USA vinner Federation Cup genom att finalbesegra Västtyskland med 3-0 i Santa Clara.[32]

### Tyngdlyftning
- 26-28 mars - Svenska mästerskapen avgörs i Sundbyberg.[4]
- 18-26 september - Världsmästerskapen avgörs i Ljubljana.[4]

### Volleyboll
- 25 september - Kuba blir damvärldsmästare genom att finalbesegra Japan med 3-0 i Lima.[33]
- 15 oktober - Sovjet blir herrvärldsmästare genom att finalbesegra Brasilien med 3-0 i Buenos Aires.[34]

## Evenemang
- VM i basket anordnas i Bogotá, Colombia
- VM i brottning anordnas i Katowice,  Polen
- VM i curling för damer anordnas i Genève, Schweiz
- VM i curling för herrar anordnas i Garmisch-Partenkirchen, Västtyskland
- VM på cykel anordnas i Goodwood, Storbritannien
- VM i fotboll anordnas på 15 arenor i Spanien
- VM i ishockey anordnas i Helsingfors, Finland
- VM i konståkning anordnas i Köpenhamn, Danmark
- VM på skidor, alpina grenar, anordnas i Schladming, Österrike
- VM på skidor, nordiska grenar, anordnas i Oslo, Norge
- VM i skidskytte anordnas i Minsk, Sovjetunionen
- VM i skytte anordnas i Caracas, Venezuela
- VM i curling anordnas i Kirkcaldy, Skottland
- EM i konståkning anordnas i Lyon, Frankrike
- EM i bordtennis anordnas i Budapest, Ungern
- EM i skridskolöpning anordnas i Oslo, Norge

## Bildade föreningar och klubbar
- Örkelljunga VK, volleyboll

## Födda
- 1 januari – David Nalbandian, argentinsk tennisspelare.
- 5 januari – Janica Kostelić, kroatisk alpin skidåkare.
- 7 januari – Joachim Johansson, svensk tennisspelare.
- 13 januari – Guillermo Coría, argentinsk tennisspelare.
- 14 januari – Victor Valdés, spansk fotbollsspelare, målvakt.
- 6 februari – Bojan Djordjic, svensk fotbollsspelare.
- 10 februari – Justin Gatlin, amerikansk friidrottare.
- 14 februari – Marián Gáborík, slovakisk ishockeyspelare.
- 17 februari – Adriano, brasiliansk fotbollsspelare.
- 28 februari – Jelena Slesarenko, rysk friidrottare.
- 2 mars
  - Henrik Lundqvist, svensk ishockeyspelare, målvakt.
  - Joel Lundqvist, svensk ishockeyspelare, forward.
- 9 mars – Tobias Hysén, svensk fotbollsspelare.
- 18 mars – Timo Glock, tysk racerförare.
- 1 april
  - Andreas Thorkildsen, norsk spjutkastare.
  - Gunnar Heidar Thorvaldsson, isländsk fotbollsspelare, vann allsvenskan skytteliga 2005.
- 15 maj – Veronica Campbell, jamaicansk friidrottare.
- 20 maj – Petr Čech, tjeckisk fotbollsspelare.
- 23 maj – Frida Nordin, svensk fotbollsspelare.
- 30 maj – Miłosz Bernatajtys, polsk roddare.
- 1 juni – Justine Henin-Hardenne, belgisk tennisspelare.
- 3 juni
  - Jelena Isinbajeva, rysk friidrottare.
  - Jonas Larholm, svensk handbollsspelare.
- 6 juni – Marian Oprea, rumänsk friidrottare.
- 13 juni – Kenenisa Bekele, etiopisk friidrottare.
- 17 juni – Stina Segerström, svensk fotbollsspelare.
- 20 juli – Oscar Steen, svensk ishockeyspelare.
- 7 augusti – Jana Klotjkova, ukrainsk simmare.
- 24 augusti – Kim Källström, svensk fotbollsspelare.
- 30 augusti – Andy Roddick, amerikansk tennisspelare.
- 1 september – Paul Dumbrell, australisk racerförare.
- 22 september – Kosuke Kitajima, japansk simmare.
- 24 september – Antonio Petrović, montenegrinsk vattenpolospelare.
- 27 september – Markus Rosenberg, svensk fotbollsspelare.
- 13 oktober – Ian Thorpe, australisk simmare.
- 2 november – Johan Wissman, svensk friidrottare.
- 3 november – Jevgenij Plusjenko, rysk konståkare.
- 8 november – Mika Kallio, finländsk roadracingförare.
- 11 november – Asafa Powell, jamaicansk friidrottare.

## Avlidna
- 23 januari – Ejnar Ask, 72, svensk bandyspelare.
- 9 februari – Lauri Virtanen, 77, finländsk friidrottare.
- 10 mars – Erik "Kiruna-Lasse" Larsson, 69, svensk längdåkare.
- 26 april – Ville Ritola, 86, finländsk friidrottare.
- 8 maj – Gilles Villeneuve, 32, kanadensisk racerförare.
- 8 juni – Satchel Paige, 75, amerikansk basebollspelare.
- 9 juni – Kalle Schröder, 68, svensk tennisspelare.[4]
- 13 juni – Riccardo Paletti, 24, italiensk Formel 1-förare (omkom under Kanadas Grand Prix).[4]
- 10 juli – Karl Hein, 75, tysk friidrottare.
- 23 juli – Erik Wilén, 84, finländsk friidrottare.
- 2 augusti – Gunnar Bärlund, 71, finländsk boxare.
- 12 augusti – Salvador Sánchez, 23, mexikansk boxare, världsmästare i fjädervikt
- 13 september – Marcus Wallenberg, 82, svensk företagsledare och tennisspelare.[4]

### Fotnoter
1. ↑  Erik Jonsson (20 mars 1982). ”1980–1989”. Svenska Bandyförbundet. Arkiverad från originalet den 17 mars 2020. https://web.archive.org/web/20200317214724/https://www.svenskbandy.se/BANDYFINALEN/HISTORIK/Svenskamastare/Damer/1980-1989. Läst 18 mars 2020.
2. ↑  Erik Jonsson (21 mars 1982). ”1980–1989”. Svenska Bandyförbundet. https://www.svenskbandy.se/BANDYFINALEN/HISTORIK/Svenskamastare/Herrar/1980-1989/. Läst 18 mars 2020.
3. ↑  Jimmy Andersson. ”Slutspelet 1981/82”. Jimbo BAndy. Arkiverad från originalet den 25 maj 2012. https://archive.is/20120525061834/http://www.jimbobandy.nu/80-tal/82_slut.html. Läst 20 augusti 2011.
4. 1 2 3 4 5 6 7 8 9 10 11 12 13 14 15 16 17 18 19 20 21 22 23 24 25 26 27 28 29 30 31 32 33 34 35 36 37 38 39 40 41 42 43 44 45 46 47 48 49 50 51 52 53 54 55 56 57 58 59 60 61 62 63 64 65 66 67   Horisont 1982. Bertmarks
5. ↑  ”1982 World Series” (på engelska). Baseball-Reference.com. http://www.baseball-reference.com/postseason/1982_WS.shtml. Läst 10 juli 2015.
6. ↑  ”Basketball Reference”. http://www.basketball-reference.com/leagues/NBA_1982_games.html. Läst 25 augusti 2011.
7. ↑  ”Sport Statistics”. Arkiverad från originalet den 12 juli 2008. https://web.archive.org/web/20080712055658/http://todor66.com/basketball/World/Men_1982.html. Läst 24 augusti 2011.
8. ↑  ”African Nations Cup 1982” (på engelska). RSSSF. http://www.rsssf.com/tables/82a.html. Läst 16 augusti 2011.
9. 1 2 3  ”European Competitions 1981-82” (på engelska). RSSSF. http://www.rsssf.com/ec/ec198182.html. Läst 16 augusti 2011.
10. ↑  Jimmy Lindahl (13 mars 2005). ”Svenska cupen – finalmatcher”. Bolletinen. http://www.bolletinen.se/sfs/pdf/stat_h_allsvens_1941_2005_stat_herr_cupen_finalmatcher.pdf. Läst 21 augusti 2012.
11. ↑  ”England FA Challenge Cup 1981-1982” (på engelska). RSSSF. http://www.rsssf.com/tablese/engcup1982.html. Läst 19 augusti 2012.
12. ↑  ”World Cup 1982” (på engelska). RSSSF. http://www.rsssf.com/tables/82f.html. Läst 12 augusti 2011.
13. ↑  ”Nordic Championships (Women) 1982” (på engelska). RSSSF. http://www.rsssf.com/tablesw/wnord7482.html#82. Läst 20 augusti 2012.
14. ↑  Jimmy Lindahl (13 mars 2005). ”Svenska cupen för damer”. Bolletinen. http://www.bolletinen.se/sfs/pdf/stat_d_lanslag_19981_2005_sv_cup_damer.pdf. Läst 21 augusti 2012.
15. ↑  ”1982”. Hammarby IF:s historia. http://hifhistoria.se/Historia/1982.html. Läst =21 augusti 2012.
16. ↑  ”1980” (på portugisiska). Sylvesterloppet. Arkiverad från originalet den 25 februari 2014. https://web.archive.org/web/20140225133111/http://www.saosilvestre.com.br/1980/item/1980. Läst 19 augusti 2012.
17. ↑  ”Boston Marathon”. Arkiverad från originalet den 27 april 2015. https://web.archive.org/web/20150427035419/http://www.baa.org/races/boston-marathon/boston-marathon-history/past-champions/past-mens-open-champions.aspx. Läst 9 april 2011.
18. ↑  ”Boston Marathon”. Arkiverad från originalet den 7 mars 2012. https://web.archive.org/web/20120307073943/http://www.baa.org/races/boston-marathon/boston-marathon-history/past-champions/past-womens-open-champions.aspx. Läst 9 april 2011.
19. ↑  ”Sport Statistics”. Arkiverad från originalet den 24 augusti 2011. https://web.archive.org/web/20110824151808/http://www.todor66.com/handball/World/Men_1982.html. Läst 23 augusti 2011.
20. ↑  ”Sport Statistics”. Arkiverad från originalet den 24 augusti 2011. https://web.archive.org/web/20110824171503/http://www.todor66.com/handball/World/Women_1982.html. Läst 23 augusti 2011.
21. 1 2  ”Datum i innebandyhistorien”. Svenska Innebandyförbundet. Arkiverad från originalet den 15 maj 2021. https://web.archive.org/web/20210515132333/https://epiadmin.innebandy.se/sv/StatistikHistorik/Datum-i-innebandyhistorien/. Läst 22 augusti 2011.
22. ↑  ”Championnat du monde 1982 des moins de 20 ans” (på franska). Hockey Archives. 2 januari 1982. https://www.hockeyarchives.info/U-20_1982.htm. Läst 9 september 2012.
23. ↑  ”Championnat de Suède 1981/82” (på franska). Hockey Archives. 25 mars 1982. https://www.hockeyarchives.info/Suede1982.htm. Läst 15 augusti 2011.
24. ↑  ”Championnats du monde 1982” (på franska). Hockey Archives. 29 april 1982. https://www.hockeyarchives.info/mondial1982.htm. Läst 15 augusti 2011.
25. ↑  ”NHL 1981/82” (på franska). Hockey Archives. https://www.hockeyarchives.info/NHL1982.htm. Läst 23 mars 2020.
26. ↑  ”Coupe d'Europe 1981/82” (på franska). Hockey Archives. 29 augusti 1982. https://www.hockeyarchives.info/Europe1982.htm. Läst 9 september 2012.
27. ↑  ”Matches internationaux 1982/83” (på franska). Hockey Archives. 22 december 1982. https://www.hockeyarchives.info/inter1983.htm. Läst 20 augusti 2012.
28. ↑  ”Historiska segrare”. Vasaloppet. Arkiverad från originalet den 22 mars 2020. https://web.archive.org/web/20200322121012/https://www.vasaloppet.se/wp-content/uploads/sites/1/2019/09/historiska_segrare_vasaloppet_sve_2019-09-18.pdf. Läst 5 september 2011.
29. ↑  ”10 märkligheter i Vasaloppets historia”. Vasaloppet. 2 februari 2015. https://www.vasaloppet.se/nyheter/10-markligheter-i-vasaloppets-historia/. Läst 22 mars 2020.
30. ↑  ”World Ski Orienteering Championships 1982” (på engelska). http://orienteering.org/events/?event_id=117. Läst 9 september 2012.
31. ↑  ”Davis Cup”. http://www.daviscup.com/en/results/tie/details.aspx?tieId=10003591. Läst 20 augusti 2011.
32. ↑  ”Fed Cup”. Arkiverad från originalet den 24 mars 2012. https://web.archive.org/web/20120324034722/http://www.fedcup.com/en/results/tie/details.aspx?tieId=20005874. Läst 21 augusti 2011.
33. ↑  ”Sport Statistics”. Arkiverad från originalet den 27 december 2015. https://web.archive.org/web/20151227011731/http://todor66.com/volleyball/World/Women_1982.html. Läst 24 augusti 2011.
34. ↑  ”Sport Statistics”. Arkiverad från originalet den 24 augusti 2011. https://web.archive.org/web/20110824033629/http://todor66.com/volleyball/World/Men_1982.html. Läst 24 augusti 2011.